# Rodrigo Sopeña Costales
Rodrigo Sopeña Costales (Gijón, 28 de febrer de 1977)  és un director espanyol, conegut per crear i dirigir alguns programes de televisió com La hora de José Mota i Me resbala. És el creador de la sèrie de ficció de Disney Channel Club Houdini. Com a guionista també és l'autor del còmic  El último tahúr, dibuixat per Juande Pozuelo i editat per Dolmen Novela Gráfica el novembre de 2019.

## Biografia
Es va llicenciar en comunicació audiovisual per la Facultat de Comunicació de la Universitat de Navarra. Actualment és professor de guió de TV d'entreteniment en el Màster de Guió de la Universitat de Navarra.
Porta dedicant-se a la televisió des de l'any 1999. Va començar com a guionista d'El club de la comedia durant dues temporades. Després va ser un dels guionistes del duo còmic Cruz y Raya en els seus programes per a TVE, des de 2002 fins a 2006, inclosos els programes especials de Nit de cap d'any titulats La verbena de la peseta, Al 2003... si hay que ir se va, Regreso al 2004, Érase una vez... 2004, 2005... Repaso al futuro i Juicio al 2006. es va estrenar com a codirector, al costat de Luis Piedrahíta i Jorge Blass, en el programa de televisió d'il·lusionisme Nada x aquí que va emetre Cuatro.
Posteriorment, va ser guionista i director de la segona i tercera temporades de La hora de José Mota a TVE,ntre 2010 i 2012, inclosos els programes especials de La 1 en Nit de cap d'any de TVE titulats 2010: Con el vértigo en los talones, 2011: ¡¿Estamos contentos?! i Se7en, los siete pecados capitales de provincia en el 2012.
A l'octubre de 2007, amb la companyia de l'humorista de la Corunya Luis Piedrahíta, va estrenar al XL Festival Internacional de Cinema Fantàstic de Catalunya el thriller de misteri anomenat L'habitació de Fermat, que es va estrenar a Espanya el 16 de novembre de 2007, escrit i dirigit per tots dos. Amb aquest film van aconseguir els Premis del Público i el Premi del Jurat Jove al Millor Llargmetratge en la XVII Setmana Internacional de Cinema Fantàstic de Màlaga i els premis al Millor Guió i a la Millor Pel·lícula de Cinema Fantàstic Europea Melies de Plata en el Festival de Cinema Fantàstic de Porto, Fantasporto 2008.
Va dirigir el programa de televisió Me resbala per a Antena 3, emetent-se des del 15 de novembre de 2013 fins al 13 de març de 2015. Presentat per Arturo Valls, va comptar amb artistes convidats com Florentino Fernández, Carlos Latre, Anabel Alonso, Josema Yuste, Anna Simon, Leo Harlem, Edu Soto o Miki Nadal.

## Filmografia

### Cinema
| Any  | Títol                 | Ocupació                 |
| ---- | --------------------- | ------------------------ |
| 2007 | L'habitació de Fermat | Codirector i coguionista |

### Televisió
| Any         | Programa                                    | Canal d'Estrena    | Episodis                  | Ocupació                                 |
| ----------- | ------------------------------------------- | ------------------ | ------------------------- | ---------------------------------------- |
| 2024        | Atasco                                      | Amazon Prime Video | 6                         | Director, guionista i productor executiu |
| 2021        | Sin novedad                                 | HBO Max            | 6                         | Director                                 |
| 2021        | LOL: Si te ríes, pierdes                    | Amazon Prime Video | 6                         | Director                                 |
| 2017 - 2019 | Club Houdini                                | Disney Channel     | 33                        | Director i guionista                     |
| 2018        | Manual de supervivencia del Club Houdini    | Disney Channel     | 10                        | Director i guionista                     |
| 2017        | Jugando con las estrellas                   | La 1               | 8                         | Director i guionista                     |
| 2016        | José Mota presenta                          | La 1               | 9                         | Codirector, realitzador i guionista      |
| 2015        | Resplandor en la Moncloa                    | La 1               | Especial Nit de Cap d'Any | Codirector, realizador i guionista       |
| 2014 - 2015 | Un, dos, ¡chef!                             | Disney Channel     | 13                        | Director i guionista                     |
| 2013 - 2015 | Me resbala                                  | Antena 3           | 24                        | Director i guionista                     |
| 2013        | Por arte de magia                           | Antena 3           | 4                         | Codirector, realitzador i guionista      |
| 2009 - 2012 | La hora de José Mota                        | La 1               | 39                        | Codirector, realitzador i guionista      |
| 2011        | Se7en. Los 7 pecados capitales de provincia | La 1               | Especial Nit de Cap d’Any | Codirector, realitzador i guionista      |
| 2010        | 2011: ¡¿Estamos contentos?!                 | La 1               | Especial Nit de Cap d'Any | Codirector, realitzador i guionista      |
| 2009        | 2010: con el vértigo en los talones         | La 1               | Especial Nit de Cap d'Any | Codirector, realitzador i guionista      |
| 2008        | Es bello vivir                              | La 1               | Especial Nit de Cap d'Any | Guionista                                |
| 2006 - 2007 | El hormiguero                               | Cuatro             | 29                        | Guionista                                |
| 2006 - 2007 | Nada X aquí                                 | Cuatro             | 29                        | Codirector i guionista                   |
| 2004 - 2006 | Juan y José.show                            | La 1               | 34                        | Guionista                                |
| 2006        | 2006 Perdiendo el juicio. Operación Maletín | La 1               | Especial Nit de Cap d'Any | Guionista                                |
| 2006        | Con dos tacones                             | La 1               | 2                         | Guionista                                |
| 2005        | 2005... Repaso al futuro                    | La 1               | Especial Nit de Cap d'Any | Guionista                                |
| 2005        | Latrelevisión - La Pasión de Latre          | Telecinco          | Especial Setmana Santa    | Guionista                                |
| 2001 - 2004 | Cruz y raya.com                             | La 1               | 67                        | Guionista                                |
| 2004        | Erase una vez... 2004                       | La 1               | Especial Nit de Cap d'Any | Guionista                                |
| 2004        | Un, dos, tres... Responda otra vez          | La 1               | 10                        | Guionista                                |
| 2003        | Regreso al 2004                             | La 1               | Especial Nit de Cap d'Any | Guionista                                |
| 2002        | Al 2003... si hay que ir se va              | La 1               | Especial Nit de Cap d'Any | Guionista                                |
| 2001 - 2002 | La noche con Fuentes y Cía                  | Telecinco          | 20                        | Guionista                                |
| 2001        | La verbena de la peseta                     | La 1               | Especial Nit de Cap d'Any | Guionista                                |
| 2000 - 2001 | El club de la comedia                       | Canal+ España      | 29                        | Guionista                                |

### Curtmetratges
| Any  | Títol                | Ocupació               |
| ---- | -------------------- | ---------------------- |
| 2019 | Capsule - Extintor   | Codirector i guionista |
| 2005 | Yo también te quiero | Guionista              |
| 2003 | Guau                 | Director i guionista   |
| 1998 | Der abschied         | Guionista              |

## Obres teatrals
| Any  | Títol                                    | Ocupació |
| ---- | ---------------------------------------- | -------- |
| 2024 | Remátame otra vez                        | Coautor  |
| 2023 | Que Dios nos pille confesados            | Coautor  |
| 2002 | 5 mujeres.com                            | Coautor  |
| 2001 | Francamente, la vida según San Francisco | Coautor  |
| 2001 | 5 hombres.com                            | Coautor  |

## Premis i nominacions

### Fantasporto
| Any  | Categoria             | Pel·lícula            | Resultat  |
| ---- | --------------------- | --------------------- | --------- |
| 2008 | Premi al millor guió  | L'habitació de Fermat | Guanyador |
| 2008 | Premi Meliès de Plata | L'habitació de Fermat | Guanyador |

### Festival de Cinema Fantàstic de Màlaga
| Any  | Categoria                                    | Pel·lícula            | Resultat  |
| ---- | -------------------------------------------- | --------------------- | --------- |
| 2007 | Premi del públic al millor llargmetratge     | L'habitació de Fermat | Guanyador |
| 2007 | Premi del jurat jove al millor llargmetratge | L'habitació de Fermat | Guanyador |

### Festival de Cinema de Sitges
| Año  | Categoría         | Película              | Resultado |
| ---- | ----------------- | --------------------- | --------- |
| 2007 | Millor Pel·lícula | L'habitació de Fermat | Nominat   |